# Weston (Ohio)
Weston è una località degli Stati Uniti d'America, nella contea di Wood, nello Stato dell'Ohio.